# Charles-Louis Loys de Cheseaux

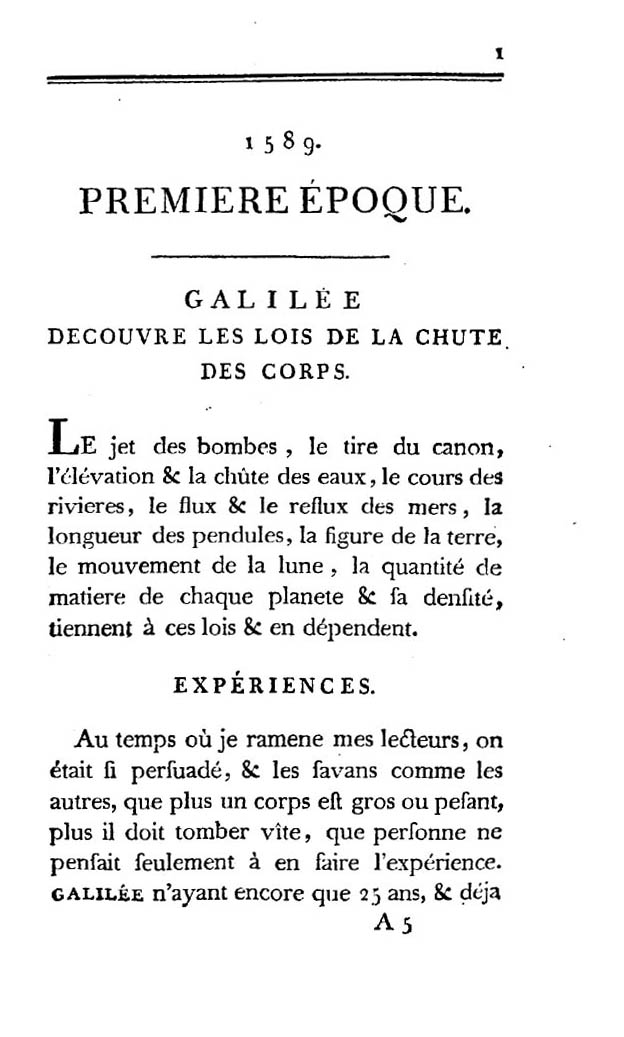
Prima pagina di Abrégé chronologique pour servir a l'histoire de la physique jusqu'a nos jours, 1786

Charles-Louis Loys de Cheseaux (Losanna, 22 marzo 1730 – Losanna, 29 agosto 1789) è stato uno storico svizzero.

## Biografia
Nato a Losanna, fu membro della società economica di Berna.
Tra le sue opere una storia della fisica in due volumi. Alcune delle sue opere furono tradotta in varie lingue.

## Opere
- (FR) Discours philosophique sur la physique et l'histoire naturelle, Losanna, Antoine Chapuis, 1762.
- Discorso filosofico sulla fisica e storia naturale, Tubinga, Stamperia Reissiana, 1777.
- (FR) Abrégé chronologique pour servir a l'histoire de la physique jusqu'a nos jours, vol. 1, Strasburgo, P. J. Dannbach, 1786.
- (FR) Abrégé chronologique pour servir a l'histoire de la physique jusqu'a nos jours, vol. 2, Strasburgo, P. J. Dannbach, 1787.
- (DE) Chronologische Geschichte der Naturlehre, Lipsia, 1798.